# محمد زبيدة
محمد زبيدة مواليد 20 مايو 1990 في دمشق، هو لاعب كرة قدم سوري يلعب مع نادي الجيش كمدافع.

## المسيرة الاحترافية

### أندية لعب لها
- نادي الوحدة (سوريا)
- نادي الجيش (سوريا)

## روابط خارجية
- محمد زبيدة على موقع الاتحاد الدولي (مؤرشف)  (الإنجليزية)
- محمد زبيدة على موقع قاعدة بيانات كرة القدم.إي يو (الإنجليزية)
- محمد زبيدة على موقع ناشيونال فوتبول تيمز (الإنجليزية)